# Nonaspe

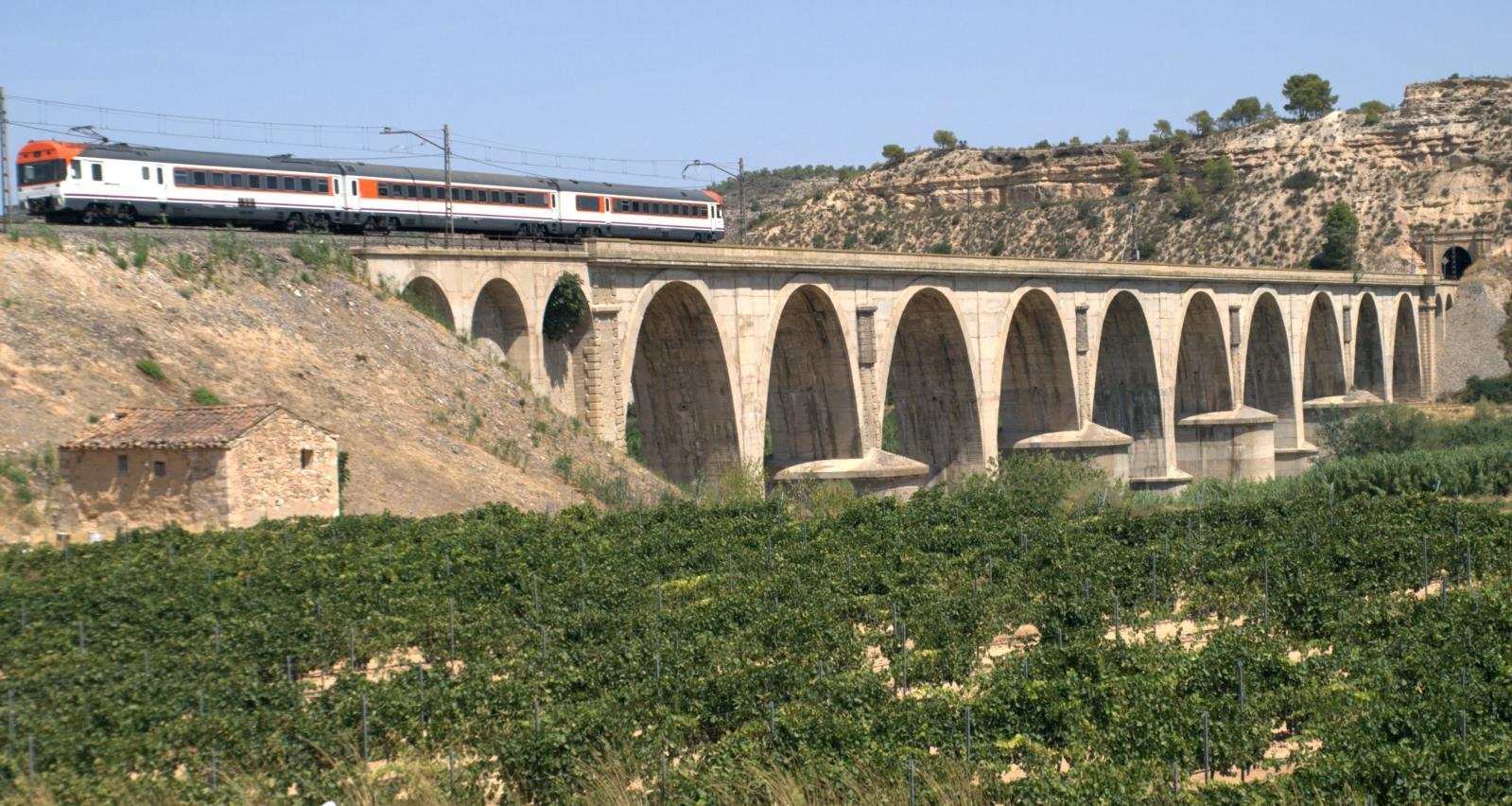
Eisenbahnbrücke bei Nonaspe

Nonaspe (katalanisch: Nonasp) ist eine spanische Gemeinde in der Provinz Saragossa der Autonomen Region Aragón. Sie liegt in der Comarca Bajo Aragón-Caspe im überwiegend katalanischsprachigen Gebiet der Franja de Aragón am Rio Matarraña südlich des Hügellands der Sierra de Mequinenza. 2024 hatte die Gemeinde 1.012 Einwohner.

## Wirtschaft und Verkehr
Wirtschaftliche Grundlagen der Gemeinde sind Ackerbau und Viehzucht.
Nonaspe liegt an der Bahnstrecke von Saragossa nach Móra la Nova (Mora la Nueva).

## Sehenswürdigkeiten
- Die Kirche der Virgen de Dos Aguas
- Drei Eisenbahnviadukte, der längste mit zehn Bogen